# Viktor Sarianidi
Viktor Ivanovitch Sarianidi ou Victor Sarigiannidis (en russe : Ви́ктор Ива́нович Сариани́ди ; en grec : Βίκτωρ Σαρηγιαννίδης) est un archéologue soviétique né le 23 septembre 1929 à Tachkent et mort le 23 décembre 2013 à Moscou. Il a émigré en Grèce en 1996.

## Biographie
Viktor Sarianidi naît à Tachkent, dans une famille de Grecs pontiques. Il fait les études à l'Université nationale d'Ouzbékistan sous la direction du professeur Mikhaïl Masson. En 1949, alors qu’il est encore étudiant, il participe aux fouilles de sites archéologiques de Takhirbay, Yaz Dépé, Togolok. Il obtint son diplôme en 1952.
De 1959 à 2003, il travaille à l'Institut d'archéologie de l'Académie des sciences de l'URSS (RAN).
À la fin des années 1960, Sarianidi documente l'importance d'Ulug Dépé, montrant l'occupation du site de la période néolithique (6e millénaire av. J.-C.) à la période achéménide (1er millénaire av. J.-C.)
En 1968, avec son équipe il effectue les fouilles de Tillia tepe, explore la rive gauche de l’Oxus et les plaines de loess du Nord de l'Afghanistan.
En 1972, au Turkménistan, Viktor Sarianidi mets au jour à Gonur Depe les vestiges d'une florissante culture urbaine datant du IIIe millénaire av. J.-C. L'histoire de la découverte de Gonur Depe remonte aux années 1970. L'Académie des sciences de l'ex-URSS et les institutions scientifiques turkmènes étudient alors, sous la direction de Viktor Sarianidi, la région du fleuve Mourgab, qui coule du nord de l'Afghanistan jusqu'au désert de Karakoum au Turkménistan.
En 2002, Viktor Sarianidi découvre une nécropole dans le site de Gonur Depe. Il lui donne le nom de « nécropole royale » en raison des authentiques mausolées découverts contenant des objets associés au prestige et au pouvoir (grands sceptres en pierre, figures sculptées, vases en céramique, ornements en or et argent, char à quatre roues en bronze). Quelques années plus tard, il découvre un second ensemble de tombes qui lui permet de recomposer la célébration de rituels à caractère religieux, dont le plus connu sous le nom de soma haoma, consistait semble-t-il, en l'ingestion par les prêtres de substances hallucinogènes.
Il a recueilli des vestiges de l'Âge du bronze lors de ces fouilles, culture connue sous le nom de complexe archéologique bactro-margien. Il est en outre le découvreur de la nécropole de Tillia tepe. 
Le 22 décembre 2013, le scientifique décède des suites d'une courte mais grave maladie à l'âge de 85 ans. Il est enterré au cimetière Troïekourovskoïe,